# Università statale baschira
L'Università statale baschira (BašGU, in russo Башкирский государственный университет?, Baškirskij gosudarstvennyj universitet) è un ente di istruzione accademica russo situato a Ufa.

## Struttura
- Istituto di storia e pubblica amministrazione
- Istituto di legge
- Istituto di economia, finanza e business
- Istituto di formazione continua
- Istituto fisico-tecnico
- Istituto biologico
- Istituto geografico
- Facoltà di ingegneria
- Facoltà di filologia baschira, studi orientali e giornalismo
- Facoltà di matematica e tecnologie informatiche
- Facoltà di psicologia
- Facoltà di filologia germanica e romanza
- Facoltà di filosofia e sociologia
- Facoltà filologica
- Facoltà di chimica